# Kleurloos opzet
Kleurloos opzet is een term uit het strafrecht. Deze staat tegenover het boos opzet. Bij kleurloos opzet wordt bij het plegen van een strafbaar feit opzet op de wederrechtelijkheid van de gedraging verondersteld aanwezig te zijn (en hoeft dit dus niet te worden bewezen). Het kleurloos opzet valt in de wettekst te lezen als:
"(...) Opzettelijk en wederrechtelijk (...)"
Terwijl bij boos opzet de en verdwijnt, zodat het opzet ook op de wederrechtelijkheid ziet. Bij boos opzet moet de dader het opzet hebben gehad om de strafwet te overtreden.
"(...) Opzettelijk wederrechtelijk (...)"